# Skövde
Skövde je město ve Švédsku se 35 000 obyvateli. Je centrem stejnojmenné obce v kraji Västra Götaland a nachází se 150 km severovýchodně od Göteborgu mezi jezery Vättern a Vänern. Dominantou Skövde je návrší Billingen (304 m n. m.). Patronkou města je svatá Helena ze Skövde (1101–1160).

## Historie
Byl zde nalezen zlatý poklad, svědčící o osídlení lokality v období stěhování národů. V patnáctém století je již Skövde uváděno jako město. Historická část byla zničena požárem v roce 1759, který ušetřil pouze dům Helénstuugan. Rozvoj města započal po roce 1859, kdy zde byla zřízena zastávka železnice z Göteborgu do Stockholmu.

## Ekonomika
Ve městě sídlí Univerzita ve Skövde (HIS), založená v roce 1977. Nejdůležitějším průmyslovým podnikem je filiálka automobilky Volvo, která zaměstnává okolo pěti tisíc osob. Sídlí zde také posádka švédské armády.

## Kultura
Město má muzeum a kulturní dům, v létě se každoročně koná gastronomický festival. Vychází zde deník Skaraborgs Allehanda.

## Sport
Nachází se zde sportovní hala Arena Skövde, v níž hraje domácí zápasy házenkářský klub IFK Skövde, účastník švédské nejvyšší soutěže. Konalo se zde mistrovství světa v orientačním běhu 1989.